# José Reveyn
José Reveyn (Oudenaarde, 14 september 1947) is een voormalige Belgische langeafstandsloper, die gespecialiseerd was in de marathon. Hij behaalde driemaal een podiumplaats op de marathon van Amsterdam.

## Loopbaan
Op het Europees kampioenschap marathon 1974 in Rome veroverde Reveyn een vijfde plaats in 2:19.36,4. Hij finishte hiermee een dikke zes minuten achter de winnaar Ian Thompson uit Groot-Brittannië, die 2:13.18,8 nodig had voor deze wedstrijd.
Zijn grootste prestatie boekte José Reveyn op 37-jarige leeftijd in 1985 met het winnen van de marathon van Amsterdam in 2:19.24. Hij nam reeds enkele malen eerder deel aan deze wedstrijd, maar moest toen nog genoegen nemen met een derde plaats in 2:12.40 in 1980 en een tweede plaats in 2:12.26 in 1982. Ook won hij op 27 maart 1976 de City-Pier-City Loop in Den Haag, toen deze voor de tweede maal werd gehouden, met een tijd van 1:03.24. Het parcours was toen echter niet precies een halve marathon.

## Persoonlijke records
| Onderdeel      | Prestatie | Datum           | Plaats     |
| -------------- | --------- | --------------- | ---------- |
| 3000 m         | 8.15,00   |                 |            |
| 5000 m         | 13.54,02  |                 |            |
| 10.000 m       | 28.40,5   | 4 augustus 1978 | Oudenaarde |
| halve marathon | 1:08.57   | 1 juli 1978     | Oudenaarde |
| marathon       | 2:12.26   | 8 mei 1982      | Amsterdam  |

## Palmares

### 20 km
- 1975:  Zilveren Molenloop in Leiden - 1:01.55

### halve marathon
- 1974:  halve marathon van Grammont - 1:11.11
- 1976:  City-Pier-City Loop - 1:03.24 (te kort parcours)
- 1978:  halve marathon van Oudenaarde - 1:08.57
- 1982: 15e City-Pier-City Loop - 1:04.31 (te kort parcours)

### 25 km
- 1975:  25 km van Sombreffe - 1:18.35
- 1976:  Sombreffe-Fleurus - 1:17.21
- 1978:  Anzin-Le Quesnoy - 1:23.26
- 1980: 6e 25 km van Youngstown - 1:18.52

### marathon
- 1974:  marathon van Kortemark - 2:15.13,6
- 1974: 5e EK in Rome - 2:19.36,4
- 1975: 5e marathon van Montreal - 2:31.20
- 1976:  marathon van Amsterdam - 2:24.18
- 1979:  marathon van Berchem - 2:13.36 (te kort parcours)
- 1980:  marathon van Amsterdam - 2:12.40
- 1980: 8e marathon van Montreal - 2:16.18
- 1980: 5e marathon van Columbus - 2:16.18
- 1981: 23e marathon van Tokio - 2:18.21
- 1981: 6e marathon van Tiberias - 2:20.31
- 1982: 6e marathon van Geneve - 2:18.31
- 1982:  marathon van Amsterdam - 2:12.26
- 1982:  marathon van Antwerpen - 2:21.29
- 1983:  marathon van Amsterdam - 2:14.32
- 1983: 7e marathon van Laredo - 2:13.30
- 1984:  marathon van Barcelona - 2:15.47
- 1984:  marathon van Singapore - 2:19.56
- 1985:  marathon van Manila - 2:21.11
- 1985:  marathon van Lyon - 2:14.24
- 1985:  marathon van Marseille - 2:14.21
- 1985:  marathon van Amsterdam - 2:19.25
- 1985: 5e marathon van Enschede - 2:16.16
- 1985:  marathon van Perth - 2:16.56
- 1985: 35e Europacup in Rome - 2:20.07
- 1986:  marathon van Manila - 2:18.58
- 1986: 6e marathon van Amsterdam - 2:19.10